# Зайтлин, Бен
Бенджамин Гарольд Зайтлин (англ. Benjamin Harold Zeitlin; род. 14 октября 1982 года) ― американский режиссёр, дважды номинированный на премию Оскар за фильм «Звери дикого Юга».

## Юность
Зайтлин родился на Манхэттене, а вырос в Саннисайде, Квинс, и в пригороде Гастингса-на-Гудзоне, Нью-Йорк. Он окончил среднюю школу Гастингса и Уэслианский университет. Его родители ― писатели и фольклористы Мэри Аманда Дарган и Стивен Джоэл Зайтлин, основавшие некоммерческую культурную организацию City Lore в Нью-Йорке. Его отец, еврей по происхождению, провел большую часть своего детства в Бразилии, а мать происходила из сельской протестантской среды в Дарлингтоне, штат Южная Каролина.

## Карьера

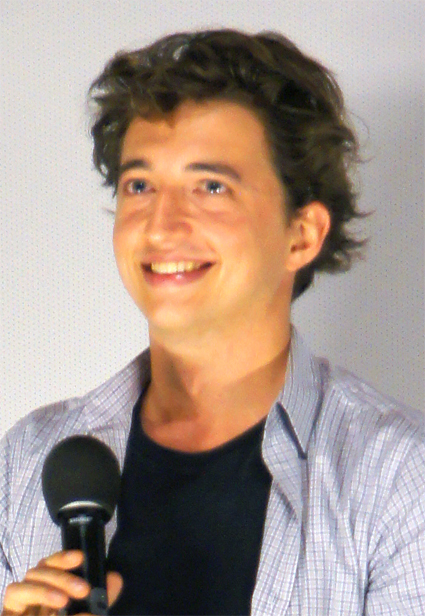
Зайтлин в 2012 году

В 2004 году Зайтлин стал соучредителем независимой коллекции кинематографистов Court 13, названной в честь заброшенного корта для игры в сквош Уэслианского университета, который он и его друзья когда-то использовали в качестве места съемок. Зайтлин и его младшая сестра Элиза переехали в Новый Орлеан, когда он снимал свой первый короткометражный фильм «Слава в море» в 2008 году.
В 2012 году первый полнометражный фильм Зайтлина «Звери дикого Юга», адаптированный по пьесе Люси Алибар «Сочные и вкусные», получил премию Золотая камера на Каннском кинофестивале, приз Большого жюри на кинофестивале Сандэнс и приз Большого жюри на Фестивале американского кино в Довиле в 2012 году. Фильм получил приз зрительских симпатий на Кинофестивале в Лос-Анджелесе за лучший рассказ и премию Международного кинофестиваля в Сиэтле Золотая космическая игла за лучшую режиссуру. Зайтлин также был удостоен гуманитарной премии Спутник. Примечательно, что Зайтлин является не только режиссером фильма, но и соавтором партитуры.
За свою режиссерскую работу и сценарий в фильме «Звери дикого Юга» Зайтлин получил несколько дополнительных наград и номинаций. На Независимой кинопремии Готэма в 2012 году он получил премию Прорыв режиссера. На той же церемонии награждения Зайтлин получил инаугурационную премию Бингхэма Рэя. Зайтлин также получил премию Humanitas Prize, среди других наград. Он также получил две номинации на 85-ю премию Оскар: лучший режиссер и лучший адаптированный сценарий (совместно с Люси Алибар), а сам фильм был номинирован на лучшую картину.
В 2019 году стало известно, что Зайтлин снимает свой следующий полнометражный фильм «Венди» на Монтсеррате, острове к югу от Антигуа.

## Фильмография
- Война в море (короткометражный фильм, 2008)
- Звери дикого Юга (2012)
- Венди (2020)